# Eumerus binominatus
Eumerus binominatus är en tvåvingeart som beskrevs av Herve-bazin 1923. Eumerus binominatus ingår i släktet månblomflugor, och familjen blomflugor. Inga underarter finns listade i Catalogue of Life.